# جورب جسم

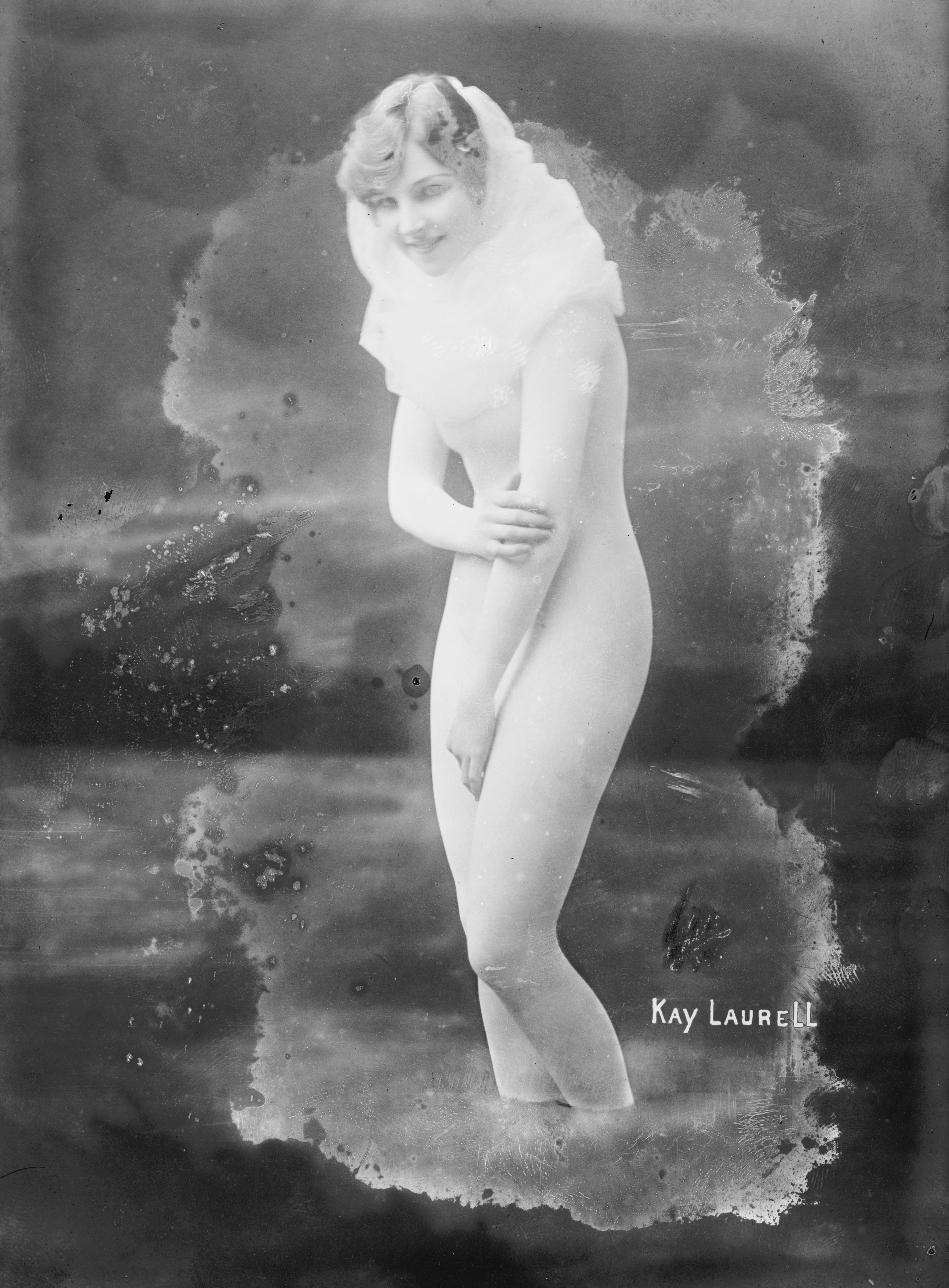
صورة كاي لوريل مرتدية جوارب الجسم.

جوارب الجسم هي ملابس داخلية نسائية من قطعة واحدة شفافة أو كاشفة للبدن، وإما أن تكون جوارب الجسم شفافة بالكامل أو فيها مناطق عاتمة عليها تطريزات أو مشبكة.
تلبس جوارب الجسم أساساً للإثارة والإغراء مثل الرقص الشرقي ورقص التعري.